# Miss Grand Perú 2024
Miss Grand Perú 2024 fue la segunda edición del certamen de belleza. Fue celebrado en la Plaza Central de Punchana en Punchana, Maynas, Loreto el 21 de septiembre de 2024.
Dieciocho candidatas de diferentes partes de Perú compitieron por la corona nacional, Arlette Rujel del Callao fue coronada por Luciana Fuster, Miss Grand Perú 2023, y y se ganó el derecho de representar a Perú en el certamen Miss Grand Internacional 2024.
Esta edición es también el primer concurso Miss Grand Perú en el que se entrega la licencia regional a los organizadores locales.

## Resultados
| Posición             | Candidata |
| -------------------- | --- |
| Miss Grand Perú 2024 | - Callao – Arlette Rujel                                                                                      |
| 1.ª finalista        | - Lima – Niva Antezana                                                                                        |
| 2.ª finalista        | - Lima Centro – Alexandra Parcón                                                                              |
| 3.ª finalista        | - Loreto – Andrea Torres §                                                                                    |
| Top 8                | - Áncash – Daniela Reyna - Arequipa – Gisela Neyra - Junín – Andrea San Miguel - La Libertad – Anyella Grados |

- § – Elegida para avanzar al Top 8 por voto del público.

## Fondo
En esta edición, el equipo de Miss Grand Perú distribuyó las licencias de competencia a varios organizadores locales que organizaron un evento para seleccionar a su representante estatal o designaron a una chica elegible para el título. En caso de falta de licenciatarios locales, los representantes se determinaron a través de audiciones centrales realizadas por el equipo nacional. Todas las concursantes fueron reveladas oficialmente en la ceremonia de entrega de fajas organizada en el Atlantic City Casino & Sports el 10 de agosto de 2024.
Solo cinco regiones y ciudades organizaron sus certámenes locales para elegir representantes para la edición de este año, pero una se retiró debido al conflicto entre el organizador local y la presidenta de Miss Grand Perú, Jessica Newton.

### Preliminares
A continuación se detallan los concursos preliminares regionales para Miss Grand Perú 2024.
| Concurso              | Edición | Fecha y lugar                                                           | Participantes | Ref.          |
| --------------------- | ------- | ----------------------------------------------------------------------- | ------------- | ------------- |
| Miss Grand Lambayaque | 1º      | 2 de mayo de 2024, en el Palo Santo Ecolounge, Pimentel                 | 8             | [ 10 ]        |
| Miss Grand Tumbes     | 1º      | 4 de mayo de 2024, en el Complejo Deportivo Andrés Araujo Moran, Tumbes | 12            | [ 11 ]        |
| Miss Nuevo Chimbote   | N/A     | 4 de mayo de 2024, en el Teatro Municipal, Nuevo Chimbote               | 10            | [ 12 ] [ 13 ] |
| Miss Grand Jaén       | 1º      | 1 de junio de 2024, en el Coliseo Cerrado Señor de Huamantanga, Jaén    | 9             | [ 14 ] [ 15 ] |
| Miss Chimbote         | N/A     | 15 de junio de 2024, en la Plaza de Armas, Chimbote                     | 11            | [ 5 ]         |

## Premios especiales
| Premio especial | Candidata              |
| --------------- | ---------------------- |
| Miss Fotogénica | - Lima – Niva Antezana |

## Candidatas
18 candidatas compitieron por el título:
| Representación | Candidata                       |
| -------------- | ------------------------------- |
| Áncash         | Daniela Reyna Diestra           |
| Arequipa       | Gisela Neyra Vera               |
| Callao         | Arlette Jatzury Rujel del Solar |
| Comas          | Naomi Solar                     |
| Ica            | Carolina Quintanilla            |
| Jaén           | Yeisly Deylin Navarro Pachamora |
| Junín          | Andrea San Miguel               |
| Lambayeque     | Arianna Sánchez                 |
| Lima           | Niva Antezana                   |
| Lima Centro    | Alexandra Parcón                |
| Lima Norte     | Brittany Solange Castro         |
| Lima Región    | Axah María Herrera              |
| Loreto         | Andrea Torres                   |
| Rimac          | Adriana Maya                    |
| Santa Anita    | Dana Martínez                   |
| Tacna          | Luciana Agostinelli             |
| Tumbes         | Naomi Maceda                    |

### Candidata retirada
- Chimbote - Hilary Paredes[5]
- La Libertad - Anyella Pamela Grados Meza[17]